# Kỷ Sideros
Kỷ Sideros hay kỷ Thành Thiết (/saɪˈdɪəriən/; tiếng Hy Lạp: sideros, nghĩa là "sắt") là kỷ địa chất đầu tiên của Đại Cổ Nguyên Sinh (Paleoproterozoic) và nó kéo dài từ khoảng 2.500 triệu năm trước (Ma) tới khoảng 2.300 Ma. Thay vì dựa trên các địa tầng, các thời điểm này được xác định hoàn toàn bằng phương pháp địa thời học.
Sự phổ biến của các sự kiện tạo thành sắt theo dải (BIF) đạt tới đỉnh cao vào đầu kỷ này. BIF được hình thành khi các loài tảo kỵ khí sinh ra oxy dưới dạng chất thải để nó kết hợp với sắt, tạo thành magnetit (Fe3O4, một loại oxide sắt). Quá trình này làm hết sắt của đại dương, có lẽ đã làm cho nước biển có màu xanh lục trở thành trong. Cuối cùng, khi không còn oxy chìm lắng trong các đại dương thì quá trình này tạo ra khí quyển giàu oxy của ngày nay.
Sự băng hóa Huronia đã bắt đầu trong kỷ Sideros, vào khoảng 2.400 Ma và kết thúc vào cuối kỷ Rhyax (khoảng 2.100 Ma).